# Brody (obwód lwowski)
Brody (ukr. Броди), dawniej Lubicz – miasto na Ukrainie, w obwodzie lwowskim, rejonie złoczowskim nad Suchowólką; liczą 23 206 mieszkańców, dla porównania spis powszechny w 2001 zanotował ich 23 206.
Prywatne miasto szlacheckie lokowane w 1584 roku położone było w XVI wieku w województwie ruskim.

## Historia
Po raz pierwszy miejscowość wzmiankowana w roku 1441 jako mała osada należąca do dóbr oleskich, będących w rękach Sieniawskich (lub Sienieńskich z Sienna), później Koniecpolskich. W roku 1580 kupił je Stanisław Żółkiewski, wojewoda ruski, ojciec hetmana, który docenił znaczenie strategiczne tego miejsca położonego na szlaku handlowym Rusi Czerwonej na Wołyń. Wystarał się u króla Stefana Batorego o przywilej nadający w roku 1584 Brodom prawa miejskie, pod urzędową nazwą Lubicz. Nazwa ta pochodziła od herbu Żółkiewskich, jednak już w pierwszej połowie XVII w. używano starego określenia, a mianowicie Brody.
W 1629 miasto nabył hetman Stanisław Koniecpolski. Nowy właściciel rozbudował Brody, czyniąc z nich fortecę z 10 bastionami i zamkiem, ale zadbał także o ich rozwój gospodarczy osadzając Żydów i Ormian. Pracami budowlanymi w latach 1630–1635 kierował Andrea dell’Aqua według planów, które stworzył Wilhelm le Vasseur de Beauplan. Stanisław Koniecpolski w pobliżu miasta zbudował też rezydencję w Podhorcach. On zmarł na zamku w Brodach w marcu 1646 roku i w tutejszym kościele odbył się jego pierwszy imponujący pogrzeb.
W 1648 Chmielnicki wraz z Kozakami zdobył i spalił miasto, jednak załoga zamku zbudowanego przez Stanisława Koniecpolskiego odparła atak Kozaków. Aleksander Koniecpolski, syn założyciela zamku, zapisał w testamencie m.in. Brody, Podhorce, Złoczów przyszłemu królowi Janowi III Sobieskiemu. Syn króla Jakub w 1704 sprzedał je Józefowi Potockiemu. W czasie wojny o sukcesję polską miasto w 1734 roku została zajęte przez Rosjan.
W połowie XVIII wieku, Potoccy herbu Pilawa wybudowali na terenie zamku nowy barokowy pałac z wieżą.
Do pierwszego rozbioru w 1772 województwo ruskie, ziemia lwowska, powiat brodzki Rzeczypospolitej. Po pierwszym rozbiorze Polski (1772) wcielone do monarchii Habsburgów, pozostawało w jej składzie na terytorium kraju koronnego Galicji do upadku Austro-Węgier (1918). Brody zostały włączone do Królestwa Galicji i Lodomerii jako miasto powiatowe w cyrkule (obwodzie) lwowskim. Od 1776 roku miasto miało specjalny status w Galicji, ponieważ było jedynym obok Krakowa wolnym miastem handlowym, w dodatku położenie przy granicy powodowało, że przechodził przez nie szlak handlowy do Rosji. Od 1786 r. należały do cyrkułu (obwodu) złoczowskiego. Okres wyjątkowej prosperity Brody przeżywały podczas wojny krymskiej (1853-1856), kiedy to z powodu zamknięcia portów nad Morzem Czarnym austriackie Brody były praktycznie jedynym oknem na świat objętej blokadą morską Rosji. W 1779 cesarz Józef II przyznał Brodom przywilej wolnego miasta handlowego na równi z Triestem i Fiume. 27 maja 1809 r. – w czasie wojny polsko-austriackiej i marszu spod Zamościa oraz po wejściu do Galicji, płk Piotr Strzyżewski ze swoim oddziałem, ruszył na południe, na Brody zdobywając miasto bez walki. W 1817 założono w mieście szkołę realną, późnej przekształconą w gimnazjum państwowe.
W latach 1854–1918 Brody były miastem powiatowym w Królestwie Galicji (do likwidacji cyrkułów w 1867 r. powiat Brody należał do cyrkułu złoczowskiego).
W okresie austro-węgierskim Brody były stacją graniczną kolejowej linii podkarpackiej (Lwów – Brody) na granicy z Rosją.

18 września 1862 r. wybuchł w mieście wielki pożar, który strawił 118 domów. Szybkiemu rozprzestrzenieniu się ognia sprzyjał fakt, iż w wielu domostwach znajdowały się składy różnorodnych materiałów łatwopalnych (drewno, nafta, pierze). Pożar, który rozpoczął się w nocy z 17 na 18 września w najbiedniejszej części miasta, najpierw pochłonął 14 domostw. Następnego dnia zauważono kolejny pożar w części południowej-zachodniej, który strawił dodatkowo ponad setkę domów. Incydent ten wywołał wielkie wzburzenie wśród mieszkańców Brodów, ponieważ podejrzewano, iż powodem jego było celowe podpalenie. W 1877 roku rząd austriacki odebrał miastu nadzwyczajne przywileje handlowe, co spowodowało wyjazd części zamożniejszej ludności. 
Na początku 1908 w ludności miasta 72,1% stanowili Żydzi (pierwsze miejsce wśród miast galicyjskich). W czasie I wojny światowej Brody zostały zajęte przez Rosjan w 1914 roku. W dniach 5 oraz 13–19 października 1917 roku żołnierze rosyjscy dokonali pogromu ludności żydowskiej oraz spalili prawie całe śródmieście. Od 1 listopada 1918 do maja 1919 pod administracją ZURL, od maja 1919 do 14 marca 1923 pod administracją tymczasową Polski, zatwierdzoną przez paryską konferencję pokojową 25 czerwca 1919. Suwerenność Polski na terytorium Galicji Wschodniej Rada Ambasadorów uznała 15 marca 1923.
Po I wojnie światowej, w lipcu 1920 podczas wojny polsko-bolszewickiej, w okolicach miasta miała miejsce bitwa Wojska Polskiego z armią Budionnego. Za czasów II Rzeczypospolitej – siedziba powiatu brodzkiego w województwie tarnopolskim.
W mieście działały cztery szkoły powszechne oraz trzy szkoły średnie: gimnazjum i liceum męskie im. Józefa Korzeniowskiego, gimnazjum i liceum żeńskie im. Elizy Orzeszkowej oraz gimnazjum i liceum handlowe, a także dwie szkoły muzyczne. Na początku 1936 został otwarty Uniwersytet Ludowy w Brodach, przeznaczony dla rolników. W latach 1934–1939 burmistrzem Brodów był Gustaw Krotke-Kochanowski.
W okresie międzywojennym w Brodach stacjonowały liczne oddziały wojskowe, w tym dowództwo Kresowej Brygady Kawalerii oraz 22 Pułk Ułanów Podkarpackich i 13 Dywizjon Artylerii Konnej, a także mobilizowany w 1939 r. 11 Batalion Strzelców. W czasie kampanii wrześniowej, w graniczącej z Brodami miejscowości Hutniki stacjonowała 16 eskadra towarzysząca.
Po agresji ZSRR na Polskę 17 września 1939 okupowane przez Armię Czerwoną (do czerwca 1941) i anektowane przez ZSRR. 
Po wkroczeniu na tereny polskie Armii Czerwonej aresztowano w mieście wielu Polaków, w tym burmistrza Gustawa Knothe-Kochanowskiego, którego zamordowano w 1940 r.. W samych Brodach i okolicach zgromadzono ok. dziesięciu tysięcy polskich żołnierzy. Jeńców umieszczono w koszarach 13 dywizjonu artylerii konnej. Warunki zakwaterowania były trudne, dzienna racja chleba wynosiła ok. 400 g i jedną porcję kaszy gryczanej. Jeńcy pracowali przy naprawie szosy Kijów–Lwów–Przemyśl. Po zakończeniu prac część jeńców oddelegowano do budowy lotniska w Brodach. Zakwaterowano ich w pałacu hr. Janiny Zyczewskiej. Praca trwała dziesięć godzin dziennie, na dwie zmiany – dzienną i nocną. Wyżywienie uzależnione było od wykonanej pracy. Za 100% normy jeniec otrzymywał tzw. III kocioł, czyli 1000 g chleba dziennie, na śniadanie kaszę, na obiad zupę, kartofle i kawałek mięsa, na kolację kaszę i kawę; za 90% normy (II kocioł) – 700 g chleba i resztę jak w III kotle, ale bez mięsa; za 60% normy (kocioł I) – 600 g chleba i resztę jak w II kotle. Budowa lotniska trwała do wybuchu wojny niemiecko-sowieckiej. Jeńców ewakuowano pieszo z Brodów do Złotonoszy, marsz trwał 28 dni, do przejścia było 760 km.
Po ataku III Rzeszy na ZSRR od czerwca 1941 do 1944 pod okupacją III Rzeszy (od 1 sierpnia 1941 w Generalnym Gubernatorstwie). W czasie okupacji niemieckiej ludność żydowska miasta została wymordowana przez formacje niemieckie. Pomocy Żydom w Brodach udzielali (osoby uznane za Sprawiedliwych wśród Narodów Świata):
- z polskiej listy Sprawiedliwych: Maria Michalewska[27], Walter Ukalo[28], Jacenty, Maria i Władysława Miklaszewscy[29], Franciszek, Katarzyna i Marian Kulczyccy[30], Maria Chromiak[31], Michalina Kit, Mychajło Kit[32][a], kobieta o nazwisku Pacholska[33][b], mężczyzna o nazwisku Korolczuk[34][c];

- z ukraińskiej listy Sprawiedliwych: Wołodymyr, Sofija i Josyp Sidorczukowie[35], Danyło i Rostysława Czubatyjowie[36] oraz Rozalia Zemlanska (Baj)[37][38][d].

Od 16 sierpnia 1945 – do 1991 w granicach ZSRR, na terytorium USRR. Od 1991 w granicach niepodległej Ukrainy.
Planowany jest rurociąg Odessa-Brody-Gdańsk.

## Historia Żydów w Brodach
Żydzi w Brodach pojawili się z chwilą kupna miasta przez hetmana Koniecpolskiego w 1584 roku. Wraz z nimi przybyli Ormianie, Flamandowie (tkacze), Turcy i Grecy. W 1648 roku w Brodach odnotowano 400 żydowskich rodzin. W XVII wieku powstała Wielka Synagoga. Budowla była typu obronnego (otwory w attyce stanowiły strzelnice). Pod koniec XVII wieku spłonęła dzielnica żydowska. Po tym wydarzeniu Żydzi otrzymali pozwolenie na zamieszkanie we wszystkich częściach miasta, na destylację alkoholu oraz na uprawianie rzemiosła i udział w przedsiębiorstwach handlowych w zamian za corocznie pobierany podatek.
Gdy po pożarze w 1749 roku miasto opuścili Ormianie, Żydzi nie mieli tu już żadnej konkurencji. Od tego czasu Brody stały się jednym z najważniejszych ośrodków żydowskich w Galicji.
Brody stały się bardzo ważnym ośrodkiem haskali, ale także centrum chasydzkim. W 1756 roku w synagodze brodzkiej rzucono klątwę na frankistów, a w 1772 roku wyklęto chasydów i wypędzono ich z miasta. W mieście osiedlił się Izrael Lefin syn Mojżesza Ha-Lewi Zamościa-Lefina. Był astronomem, matematykiem i filozofem, piszącym w języku hebrajskim. Z Brodami związany był również Izaak Erter, polsko-żydowski satyryk, twórca satyr pisanych w języku hebrajskim.
W 1815 roku powstała żydowska szkoła realna.
1860 roku Berl Broder założył zespół, który podróżował po Galicji, a także po Węgrzech i Rumunii, wykonując ludowe pieśni w jidysz. W 1876 roku Abraham Goldfaden, połączył siły z Broder Singers, pisząc dla nich dwuaktową sztukę. Przedstawienie tego spektaklu przez Broder Singers w Jassach w Rumunii zapoczątkowało teatr jidysz.
W XIX wieku Żydzi stanowili 88% mieszkańców miasta. W Brodach mieszkało 10% wszystkich żydowskich kupców w Galicji, a w ich posiadaniu było 93% dużych przedsiębiorstw handlowych i przemysłowych.
W 1881 roku do miasta napłynęło 15 000 żydowskich uciekinierów z Rosji, zagrożonych pogromami. Miasto ekonomicznie nie mogło poradzić sobie z tak wielką ilością ludzi. Z pomocą przyszła Alliance israélite universelle, która wysłała swoich przedstawicieli do Brodów, aby pomagali uchodźcom i starali się zorganizować ich opiekę i relokację. Uchodźcy żyli w nędznych warunkach. Donoszono o odrze i ospie i obawiano się wybuchu epidemii. Z Brodów uciekinierów tych odprawiano specjalnymi pociągami do Europy Zachodniej, a następnie do Stanów Zjednoczonych. Pod koniec 1882 roku w Brodach pozostało niewielu uchodźców.
Po rozpoczęciu I wojny światowej, wojska rosyjskie szybko zajęły miasto. Rosjanie dokonali pogromu Żydów. Centrum miasta ostrzelali z artylerii, a następnie spalili praktycznie wszystkie żydowskie domy.
W 1939 roku mieszkało w Brodach 18 tysięcy mieszkańców, z czego Żydzi stanowili około 10 tysięcy ludzi.
Latem 1941 roku utworzono Judenrat. Wkrótce po zajęciu miasta Niemcy rozpoczęli mordowanie Żydów, w tym grupę 250 intelektualistów, rozstrzelanych w pobliżu cmentarza żydowskiego.
Podczas okupacji hitlerowskiej w Brodach powstało getto. Jesienią 1942 roku w wyniku dwóch akcji Niemcy wywieźli kilka tysięcy miejscowych Żydów do obozu zagłady w Bełżcu. Ostateczna likwidacja getta nastąpiła w maju 1943 roku. Blisko 2500 jego mieszkańców deportowano do obozu zagłady w Sobiborze.

## Zabytki
- Zamek w Brodach – w XVII wieku hetman Stanisław Koniecpolski wzniósł w mieście twierdzę typu nowoholenderskiego
- Pałac Potockich z połowy XVIII wieku
- Wielka Synagoga z 1742 roku, obecnie w ruinie
- Kościół parafialny pw. Podwyższenia Krzyża Świętego – jednonawowy, z dwoma bocznymi kaplicami, wybudowany w stylu renesansowym z 1596 roku, zniszczony przez pożar w 1859 r., a następnie odbudowany. Po ekspatriacji Polaków w 1945 r. zamieniony na halę sportową, oddany łacińskim katolikom w 1990 r., przejęty przez grekokatolików i przekształcony w cerkiew w 1993 r., co stało się przyczyną sporu między oboma obrządkami. W kościele złożone były zwłoki Koniecpolskich, jednak ich grób familijny uległ zniszczeniu. Łaskami słynąca kopia obrazu Matki Bożej Częstochowskiej z tego kościoła znajduje się obecnie w kościele Matki Bożej Bolesnej w Opolu. Na początki XXI wierni rzymskokatoliccy zmuszeni byli wybudować w Brodach własny kościół[45][46].
- Klasztor dominikanów (Czerwony Klasztor) i kościół pw. św. Stanisława z XVII wieku, wzniesiony dzięki darowiźnie Stanisława Koniecpolskiego (wnuka hetmana). Zlikwidowany w wyniku kasaty józefińskiej w 1784 r., sprzedany siostrom szarytkom na prowadzenie szpitala, a w 1801 r. rodzinom żydowskim, które utworzyły tu sklepy i magazyny. W 20. latach XX wieku doszło do ostrego sporu między Żydami a Polakami, którzy bezskutecznie próbowali odzyskać obiekt na cele kultu religijnego[47].Pomnik na grobie "Nieznanego Żołnierza" na polu pochówków wojskowych cmentarza miejskiego

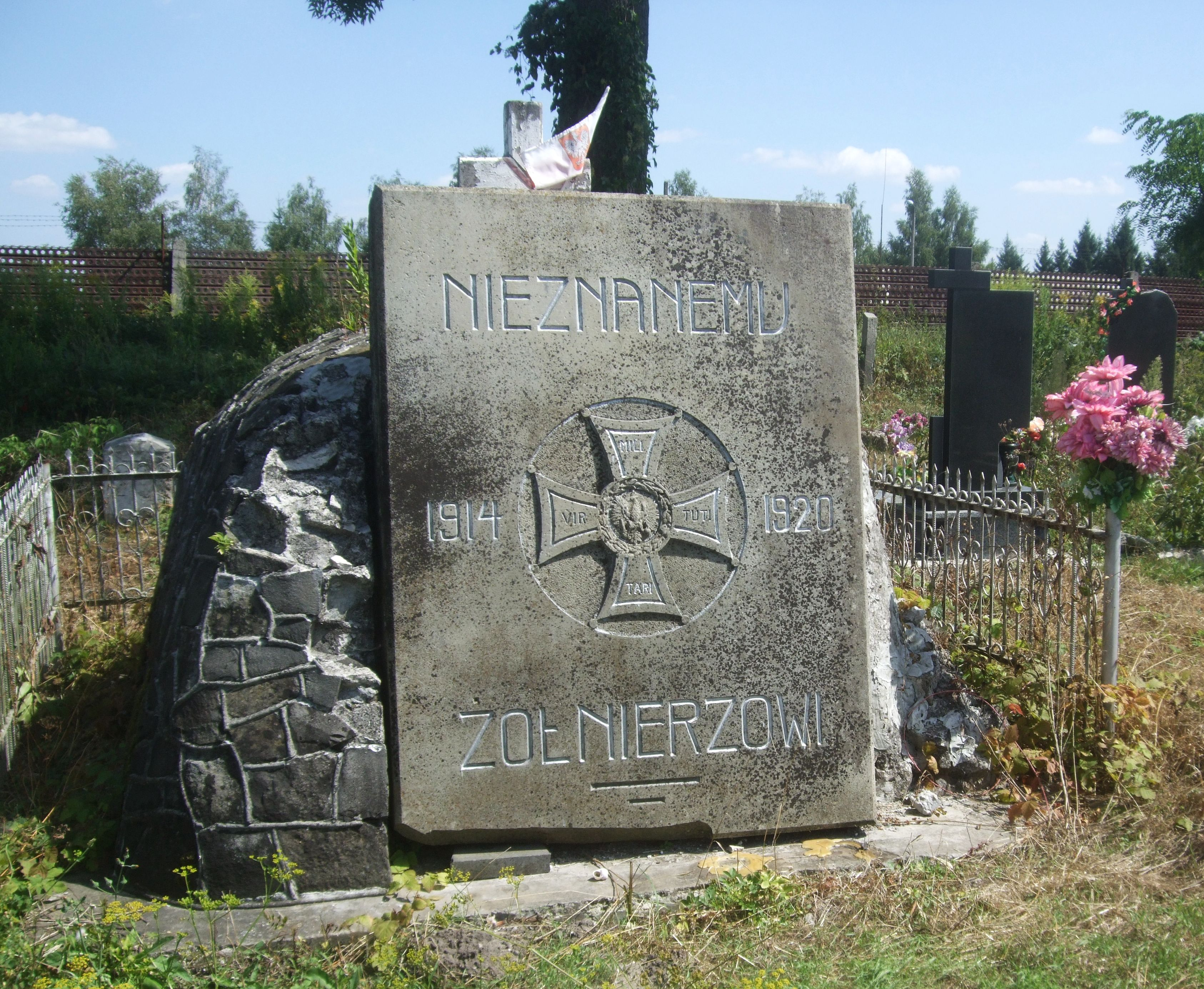
Pomnik na grobie "Nieznanego Żołnierza" na polu pochówków wojskowych cmentarza miejskiego

- Cerkiew św. Jura z 1625 r. z ikonostasem
- Pozostałości wałów miejskich z XVII wieku
- Cerkiew Bogurodzicy z 1600 roku
- Budynek „Sokoła”
- Pałac Tyszkiewiczów z 1912 r., obecnie siedziba leśnictwa[48].
- „Hotel Bristol”
- „Hotel Ewropa”
- Nowy cmentarz żydowski
- Cmentarz rzymskokatolicki – z nagrobkami z XIX i XX wieku oraz kwaterą żołnierzy Wojska Polskiego, poległych w 1920 r[49].

## Pomniki
- Pomnik Tarasa Szewczenki
- Pomnik Piotra Feduna-Połtawy
- Pomnik Iwana Franki

## Gospodarka
W mieście rozwinął się przemysł spożywczy, odzieżowy, drzewny oraz materiałów budowlanych.

## Sport
- Stadion lekkoatletyczno-piłkarsko-futbolowy „Juwilejnyj”
- Bohun – klub piłkarski[50].
- WCKS Brody (do 1939 roku)

## Ludzie związani z Brodami
- Stanisław Koniecpolski – hetman wielki koronny – właściciel Brodów, jeden z największych wodzów Rzeczypospolitej

Honorowi obywatele
- Władysław Russocki (1882)[51]
- Maurycy Hirsz (1882)[52]
- Kazimierz Badeni[53]
- Friedrich von Beust
- Stepan Bandera (2011)[54]

### Ludzie urodzeni w Brodach
- Józef Barbag – polski geograf, profesor,
- Karol Bogucki – polski ksiądz, generał brygady, dziekan generalny Wojska Polskiego II RP,
- Jarosław Czarnobaj – polski dziennikarz radiowy,
- Ryszard Czubaczyński – polski autor tekstów piosenek, scenarzysta, także dziennikarz, aktor teatrów studenckich; menedżer kultury,
- Roman Duda (ur. 1935) – polski matematyk, profesor i były rektor Uniwersytetu Wrocławskiego, senator I kadencji,
- Tadeusz Adam Dyńko (ur. 11 października 1894, zm. wiosną 1940 w Katyniu) – kapitan rezerwy artylerii Wojska Polskiego, ofiara zbrodni katyńskiej,
- Lesław Eustachiewicz – polski krytyk literacki, historyk literatury, tłumacz, doktor,
- Oktawia Górniok – polska prawniczka, specjalistka w zakresie prawa karnego, profesor,
- Edward Gruber – polski prawnik, generał brygady Wojska Polskiego oraz naczelny prokurator wojskowy II RP,
- Bogusław Halikowski – polski pediatra, neurolog dziecięcy, profesor,
- Otto Hausner – polski historyk sztuki, polityk, pisarz, mówca i erudyta. Poseł demokratyczny w Radzie Państwa w parlamencie austriackim oraz na Sejm Galicyjski,
- Marian Heitzman – polski filozof i historyk filozofii, profesor,

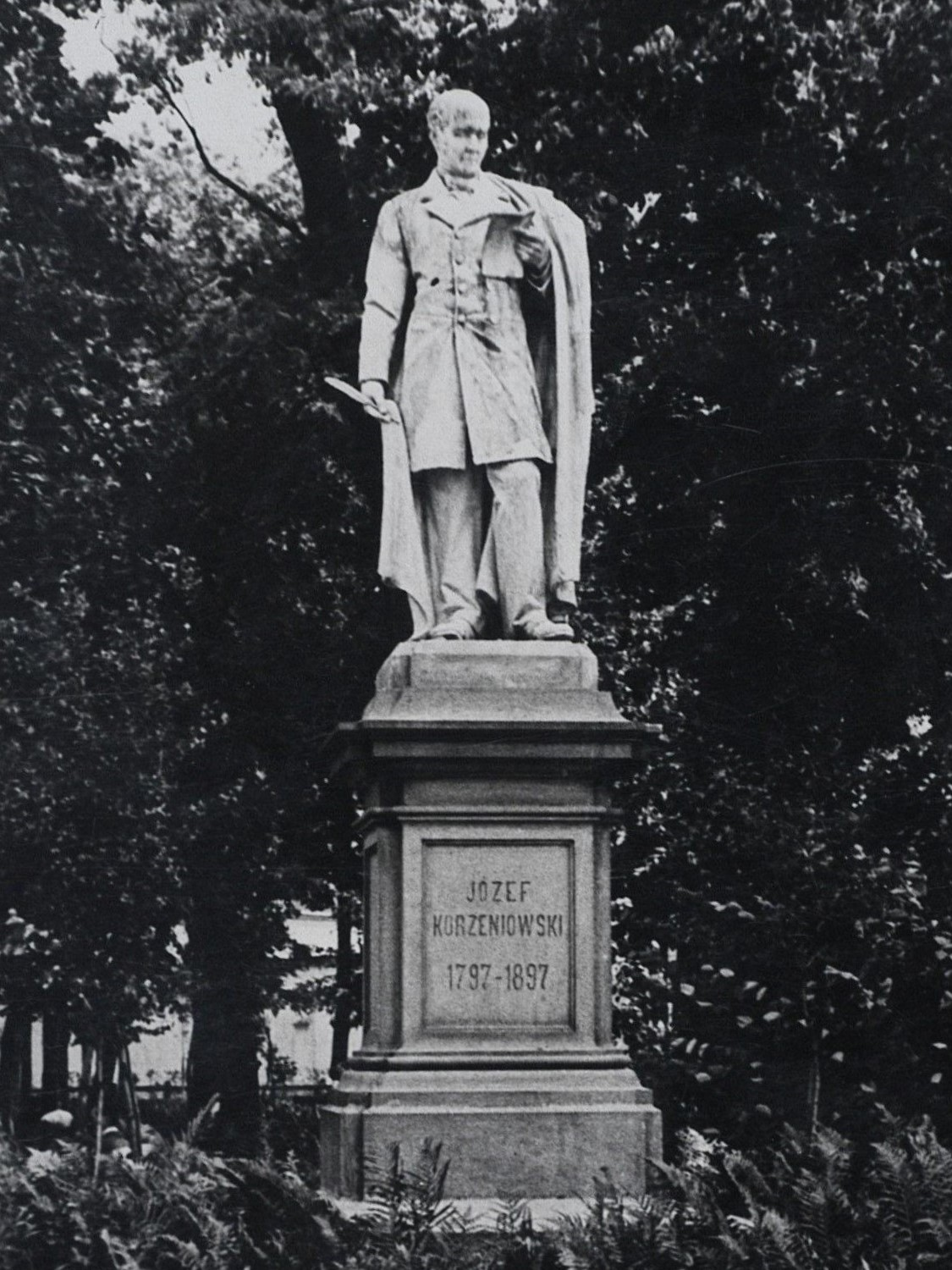
Pomnik Józefa Korzeniowskiego w Brodach (1937)

- Józef Korzeniowski – polski dramatopisarz i powieściopisarz, pedagog, profesor,
- Władysław Łuczyński – polski malarz i nauczyciel rysunku w szkole w Stanisławowie w okresie II Rzeczypospolitej,
- Zdzisław Maj (1934-2019) – odnowiciel Zjednoczenia Kurkowych Bractw Strzeleckich RP, prezes krakowskiego Bractwa Kurkowego,
- Zbigniew Mikołajewicz (ur. 1937) – polski ekonomista, wykładowca i działacz państwowy, wojewoda opolski (1981–1983), profesor
- Kazimierz Missona – polski filolog klasyczny, germanista, językoznawca, literat, publicysta i działacz społeczny[55], dyrektor gimnazjum w Trembowli[56],
- Amalie Nathanson (1835–1930) – matka Zygmunta Freuda,
- Joseph Ludwig Raabe – szwajcarski matematyk,
- Tadeusz Runge – podpułkownik piechoty Wojska Polskiego, cichociemny, dowódca batalionu „Czata 49” Zgrupowania „Radosław” w okresie powstania warszawskiego,
- Joseph Roth – austriacki pisarz i dziennikarz żydowskiego pochodzenia,
- Jehoszua Heszel Schorr – żydowski publicysta i pisarz zwany „galicyjskim Wolterem”,
- Kazimierz Topoliński (ur. 23 kwietnia 1878, zm. 24 września 1959 w Krakowie) – tytularny generał brygady Wojska Polskiego, kawaler Orderu Virtuti Militari,
- Włodzimierz Tyszkiewicz – polski dowódca wojskowy, pułkownik dyplomowany kawalerii Wojska Polskiego II RP,
- August Witkowski – polski fizyk, rektor Uniwersytetu Jagiellońskiego w Krakowie,
- Izrael Zolli – naczelny rabin Rzymu, który później przeszedł na katolicyzm (przyjął imię Eugenio),
- Daniel Yanofsky – kanadyjski prawnik i szachista polskiego pochodzenia.

## Pobliskie miejscowości
- Toporów
- Łopatyn
- Olesko
- Busk
- Podkamień
- Podhorce
- Markopol
- Klekotów

## Miasta partnerskie
- Bełżyce[57],
- Mogilno,
- Wolfratshausen
- Żychlin.